# 卡洛斯·阿德里亚诺·索萨·克鲁斯
卡洛斯·阿德里亚诺·索萨·克鲁斯（英語：Carlos Adriano Sousa Cruz，1987年9月28日—），简称阿德里亚诺（英語：Adriano），是一名巴西职业足球运动员，司职前锋。现效力于巴西球队賈古波塞。阿德里亚诺在巴西有时候会被球迷称为“阿德里亚诺·迈克尔·杰克逊”，因为他曾用奇怪的方式模仿已故美国歌星的舞步来作为自己的进球庆祝动作。

## 俱乐部生涯
阿德里亚诺出自巴西老牌球队巴伊亚的青年队，2007年在塞阿拉竞技开始职业足球生涯，此后又先后效力于美洲、弗鲁米嫩塞、巴伊亚和帕尔梅拉斯等巴西球队。他在2011年巴西杯打进五个进球，和拉菲尔·科埃略、阿莱西桑德罗、克莱伯和威廉一起成为杯赛的最佳射手。
2011年7月8日，中国足球超级联赛球队大连实德以380万美元的价格买入阿德里亚诺，并和他签约四年，合同总额为800万美元。7月14日，阿德里亚诺在大连实德2比0击败成都谢菲联的联赛中替补安貞桓出场，完成在中超联赛的首秀。8月17日，阿德里亚诺在大连实德1比1战平辽宁宏运的比赛第62分钟打进一球，这也是他在中国赛场的首个进球。阿德里亚诺在2011赛季出场12次，打进4球。2012年6月26日，阿德里亚诺在中国足协杯第三轮个人独进五球，帮助大连实德主场8比0狂胜延边长白虎，晋级下一轮。他也因此打破了王涛（1998年）和马克·威廉姆斯（1999年）创造的单场4球纪录，成为中国足协杯单场进球最多的球员。
2014赛季，阿德里亚诺自由身加盟K2联赛球队大田市民，帮助球队夺冠并晋级经典K联赛，自己也以27个进球荣膺最佳射手。
2015年7月28日，他转会加盟经典K联赛球队FC首尔。在2016赛季，他不但以13个进球成为亚冠联赛最佳射手，而且在各项正式比赛中合共为FC首尔打入了35个进球，创造了韩国足坛的新历史。
2017年1月16日，阿德里亞諾轉會至從中超降級的石家莊永昌。

## 荣誉

### 俱乐部
- 美洲（英语：America Football Club (RJ)）
  - 里约州乙级联赛（英语：Campeonato Carioca (lower levels)）冠军：2009
- 大田市民
  - 挑战K联赛冠军：2014
- 首尔FC
  - 韩国足协杯冠军：2015
  - 经典K联赛冠军：2016

### 个人
- 帕尔梅拉斯
  - 巴西杯最佳射手：2011
- 大田市民
  - 挑战K联赛最佳射手：2014
  - 挑战K联赛最佳球员：2014
  - 挑战K联赛最佳阵容：2014
- 首尔FC
  - 经典K联赛最佳阵容：2015、2016
  - 亚足联冠军联赛最佳射手：2016
  - 韩国足协杯最佳射手：2016